# Juli III
Juli III (Roma, Estats Pontificis, 10 de setembre de 1487 - 23 de març de 1555) fou papa de Roma (1549-1555). Giammaria Chiocci del Monte era fill d'un jurista famós i va estudiar jurisprudència i teologia a les universitats de Perusa i Siena. El 1512 va succeir el seu oncle en l'arquebisbat de Siponto, càrrec que va ostentar el 1521, quan va rebre el bisbat de Pavia. Va ser ostatge de les tropes de Carles V durant el Saqueig de Roma (1527), va ser nomenat cardenal per Pau III el 1536 i s'encarregà dels preparatius del Concili de Trento, que va arribar a presidir.
Va ser escollit Papa en un conclave de quaranta-vuit cardenals, amb l'oposició inicial de Carles V, que va haver de cedir pels acords entre francesos i italians, tot i que més endavant va trobar en Juli un aliat fidel. Com a nou Papa, va ser responsabilitat seva continuar el concili de Trento que havia suspès Pau III. Les sessions es van reprendre l'1 de maig de 1551 a la ciutat de Trento, ja que Carles no hauria permès cap altra seu i el Papa no era prou poderós per contradir els seus desitjos. Els bisbes i els representants de França no van assistir-hi, ja que el seu nou rei Enric II no els ho va permetre.
La precària pau entre el Regne de França i l'eix d'Espanya i el Sacre Imperi estava a punt de trencar-se. El afers italians i lligat a aquests el Papa van donar ocasió a la guerra. Juli III va restaurar Octavio Farnese, net del Papa Pau III i gendre de Carles V, al Ducat de Parma, que en compliment d'un acord li havia de ser restituït al seu sogre. Per quedar-se amb el ducat, Octavio Farnese no va dubtar a demanar ajuda al rei de França, que li la va oferir només per rivalitat amb l'emperador. Juli, desairat pel duc i assetjat pels francesos es va unir amb Carles V. El cristianisme de Francesc I de França no li va impedir aliar-se amb els turcs perquè assetgessin la costa italiana mentre ell ocupava Siena i portava la guerra al centre de la península Itàlica. El 1552 es va clausurar sobtadament el Concili de Trento.
Maria I d'Anglaterra va derogar les reformes religioses introduïdes per Enric VIII, i continuades per Eduard VI, i va sotmetre el Regne d'Anglaterra a la disciplina papal el 30 de novembre de 1554 amb el suport del cardenal Reginald Pole. L'acord amb Juli III va trigar molts mesos i va haver de concedir que les terres monacals confiscades no serien retornades a l'església sinó que quedarien en mans dels seus influents nous propietaris. Uns 800 rics protestants van exiliar-se, i els que es van quedar i van persistir a proclamar públicament les seves creences es van convertir en objectiu de les lleis d'heretgia, i 283 persones van ser executades, la majoria per mort a la foguera. Juli III va sobreviure fins al març del 1555.